# Amade ibne Imadadim
Amade ibne Imadadim (em árabe: أحمد بن عماد الدين, lit. 'Aḥmad ibn ‘Imād al-Dīn') foi um médico e alquimista persa do século IX, provavelmente oriundo de Nixapur. Foi o autor de um tratado alquímico intitulado Sobre a Arte do Elixir (Fi sina‘at al-iksir) que está preservado na Biblioteca Nacional de Medicina. O manuscrito não está datado, mas parece ser do século XVII ou XVIII. Nele, há várias notas marginais dando citações de Jabir ibne Haiane. Nenhuma outra cópia foi identificada e o autor não está listado nas bibliografias públicas dos escritores islâmicos sobre alquimia.